# 阿蘇神社 (羽島市)
阿蘇神社（あそじんじゃ）は、岐阜県羽島市にある神社である。美濃路沿いにある、羽島市小熊地区（旧・羽島郡小熊村）の産土神であり、「小熊一宮」とも言う。

## 祭神
- 阿蘇都彦命

熊本県の阿蘇神社の祭神である。

## 由緒
創建時期は不明。一説によれば、大橋氏がこの地に移住したさい、肥後国阿蘇神社から分祀した神社という。

## その他
天正14年（1586年）の木曽川の大洪水により、当地域は尾張国葉栗郡から美濃国羽栗郡に変更されている。このことから、阿蘇神社を創建した大橋氏は、平家一族の尾張大橋氏（平貞能の子孫）と推測されている。
境内には「県社」と表記した石碑があるが、『羽島市史』などによると、県社になった事実はなく、社格は村社であった。

## 交通機関
- 羽島市コミュニティバス青バス「西小熊」バス停下車。